# Економски факултет Универзитета у Источном Сарајеву (Пале)
Економски факултет у Палама налази се у саставу Универзитета у Источном Сарајеву, једног од два државна универзитета у Републици Српској.
Економски факултет Универзитета у Источном Сарајеву (УИС) данас је једна од 17 организационих јединица интегрисаног Универзитета која обавља дјелатност високог образовања у области економских наука. Осим примарне, наставне дјелатности, Економски факултет обавља и научно-истраживачку, издавачку и експертско-консултантску делатност, а, у складу са статутима Факултета и Универзитета, може обављати и друге делатности којима се комерцијализују резултати научно-истраживачког рада, под условом да се тим дјелатностима не угрожава квалитет наставе. 
За свој рад и успјехе у наставној и научно-истраживачкој дјелатности Економски факултет 2002. године одликован је од предсједника Републике Српске Орденом части са сребрним зрацима.

## Историјат
Економски факултет у Сарајеву је основан 1952. уредбом тадашње Владе НР Босне и Херцеговине. 
Економски факултет Универзитета у Источном Сарајеву почео је с радом школске 1993/1994. године на основу одлуке Народне скупштине Републике Српске, са одлуком да баштини традицију Економског факултета у Сарајеву. Сједиште факултета налазило се на Палама, у објектима на адреси Каловита брда бб (бивши комплекс Рекреационог центра за предшколску дјецу). За првог декана Економског факултета Универзитета у Сарајеву Републике Српске, како се  Факултет тада звао, именован је проф. др Васо Драговић, док је за првог предсједника Савјета Факултета изабран др Митар Миљановић, редовни префесор.
Прве школске 1993/1994. године Факултет је уписало 67 студената, а наставнички и сараднички кадар чинили су:
- Проф. др Васо Драговић
- Проф. др Митар Миљановић
- Проф. др Бранко Ђерић
- Доц. др Жарко Каришик
- Доц. др Ново Плакаловић
- Доц. др Раде Канцир
- Мр Спасоје Тушевљак, асистент
- Мр Рајко Куљић, асистент

Ови професори и асистенти у наредне четири године извели су и прву генерацију дипломираних економиста, међу којима су биле и Сања и Винка Радовић, прве студенткиње које су дипломирале на овом Факултету. Остало је забиљежено да су дипломски рад одбраниле 8. маја 1998. године.
Економски факултет УИС-а од 1998. године преузима и бригу о студентима Више школе у Бијељини, која је израсла у Факултет за пословну економију.
Од школске 1998/1999. године покренута је настава на постдипломском (магистарском) студију на два смјера – пословне финансије и банкарство, те менаџмент.
У међувремену (од 2001), настава у II циклусу студија проширила се на чак 13 смјерова магистарских студија, који су у међувремену (од 2010), у складу са болоњским процесом реформи, замијењени са пет смјерова мастер-студија (пословне финансије и банкарство, менаџмент, рачуноводство и ревизија, осигурање, те маркетинг и банкарство).
У првом циклусу студија заступљена су два студијска програма – економија и, од 2012/2013. школске године, туризам и хотелијерство.
Године 2014. наставници и студенти Економског факултета УИС-а добијају властити простор - зграду која са 5000 м2 корисне површине задовољава највише стандарде за обављање научно-истраживачке дјелатности. 
У скоро три деценије дугој историји постојања овог Факултета у Републици Српској остаће забиљежена и 2009/2010. година, у којој је уписано 253 студената, до сада највише у једној школској години. Нажалост након ове године број студената упианих у прву годину почиње полако, а затим све брже опадати да би се у задњих пар година усталио на око 80.
У овом тренутку на Економском факултету на првом циклусу студија школује се око 500 студената, што је намјањи број у посљедњих 20 година.

## Декани
У досадашњој историји Економског факултета деканску функцију су обављали:
- Проф. др Васо Драговић (1993—1997)
- Проф. др Митар Миљановић (1997—2002)
- Проф. др Ново Плакаловић (2002—2010)
- Проф. др Стиепо Андријић (2010, в. д.)
- Доц. др Никола Глуховић (2010—2012)
- Проф. др Љубиша Владушић (2012—2018)
- Доц. др Марко Ђого (2018, в. д.)
- Проф. др Радомир Божић (2018—2022)[2]
- Проф. др Марко Ђого (2022—2024)
- Проф. др Младен Ребић (2024, в.д.)
- Проф. др Младен Ребић (2025-данас)